# Локалита Продутива С.С. 10 (Павија)
Локалита Продутива С.С. 10 је насеље у Италији у округу Павија, региону Ломбардија.
Према процени из 2011. у насељу је живело 2 становника. Насеље се налази на надморској висини од 79 м.